# Fiskelösen, Västergötland
Fiskelösen är en sjö i Marks kommun i Västergötland och ingår i Viskans huvudavrinningsområde.